# NeoCore
NeoCoreXMSは、米国Xpriori社が開発したXMLデータベースである。
独自のDPP (Digital Pattern Processing) 技術を用いてXMLドキュメントの格納・検索を行う。
富士通のInterstage Shunsaku Data Manager、東芝ソリューションのTX1などとともに第二世代XMLデータベースとも呼ばれる。
XMLDB「NeoCoreXMS」は、構造が一定ではないXMLデータの格納に最適であり、大量のXMLデータを「なんでも・はやく・かんたんに」効率よく管理できるデータベース・エンジンである。国内38.4%のシェア（富士キメラ総研調べ）を有し、国内シェア一位のXMLDB/XMLデータベースである。

## 特徴
NeoCoreXMSの特徴は独自のデジタルパターンプロセッシング (DPP) である。それにより
- スキーマレス
- 初期のXMLデータベースと比較し、大容量のデータ格納
- 完全一致検索においてデータ量やXML構造に依存せず高速検索

を実現している。
XMLデータ格納時に、全ての要素、データ、そして要素内容（要素とそこに含まれるデータとの関連）に対して、インデックスを付与する（フルオートインデックス機能）。
そのため、新たな構造のXMLデータを格納、または構造の変更を行った直後においても、全ての項目に対し最高の検索パフォーマンスを実現する。全ての項目に対してインデックスを付与するにもかかわらず、DPPによるインデックスデータの圧縮および内部データの正規化処理によって、データベースサイズ（フットプリントサイズ）が小さいことも大きな特徴である。データベースサイズは、理論上の最大値は元のXMLデータの2.5倍。一般的なデータにおける実効サイズは、元のXMLデータの1.5～2.0倍となる。

## 得意・不得意
ハッシュインデックスを利用しているため、完全一致の検索には強いが、前方一致、後方一致等は苦手である。半数以上がドキュメントで使用されているDBMSとしてはアプリケーションの作成方法に工夫が必要である。
また、スキーマレスではあるが、システム設計上正規化を行う必要があり、スキーマレスのメリットを生かしきれない。

## 歴史
1. 2002年11月 三井物産が日本国内総販売店契約を締結
2. 2007年4月 三井物産から三井物産セキュアディレクションに事業譲渡
3. 2007年10月 三井物産セキュアディレクションからサイバーテックに事業譲渡

## 利用分野
1. Webカタログやパーツ管理、コンテンツ管理等のメタデータ管理
2. Adobe InDesignを用いた自動組版
3. 文書管理
4. 電子カルテ